# Caulastraea curvata
Caulastraea curvata е вид корал от семейство Faviidae. Видът е уязвим и сериозно застрашен от изчезване.

## Разпространение и местообитание
Разпространен е в Австралия, Вануату, Виетнам, Индонезия, Кирибати, Малайзия, Маршалови острови, Микронезия, Науру, Нова Каледония, Палау, Папуа Нова Гвинея, Сингапур, Соломонови острови, Тайланд, Тувалу, Уолис и Футуна, Фиджи, Филипини и Япония.
Обитава океани, морета, лагуни и рифове в райони с тропически климат. Среща се на дълбочина от 2 до 66,9 m, при температура на водата около 24,5 °C и соленост 35,4 ‰.

## Описание
Популацията на вида е намаляваща.